# Lijst van beelden in Ameland
Dit is een (onvolledige) chronologische lijst van beelden in Ameland. Onder een beeld wordt hier verstaan elk driedimensionaal kunstwerk in de openbare ruimte van de Nederlandse gemeente Ameland, waarbij beeld wordt gebruikt als verzamelbegrip voor sculpturen, standbeelden, installaties, gedenktekens en overige beeldhouwwerken.
| Geplaatst | Omschrijving          | Kunstenaar          | Straat                                                        | Plaats | Materiaal      | Afbeelding             |
| --------- | --------------------- | ------------------- | ------------------------------------------------------------- | ------ | -------------- | ---------------------- |
| 1954      | St.Willibrordus       | Piet Schoenmakers   | Clubhuis De Toel,Kardinaal de Jongweg 31                      | Nes    | keramiek       | Piet Schoenmakers,1954 |
| 1961      | Levensboom            | Chris Fokma         | Oranjeweg                                                     | Hollum | koper          | Chris Fokma,1961       |
| 1978      | Jongen met politiepet | David van Kampen    | Reeweg                                                        | Nes    | hardsteen      | David van Kampen,1978  |
| 1979      | Paardengraf Ameland   | Kunstenaar onbekend | Tjettepad                                                     | Hollum | Zweeds graniet |                        |
| 1980      | Ritskemooi            | Annet Haring        | Esther Meindertsstraat                                        | Buren  | brons          | Annet Haring,1980      |
| 1982      | Kardinaal de Jong     | Frans Ram           | Kardinaal de Jongweg                                          | Nes    | brons          | Frans Ram,1982         |
| 1984      | De Amelander Schalken | David van Kampen    | Plantsoenstraat                                               | Hollum | hardsteen      | David van Kampen,1984  |
| 1990      | Zeehond met jong      | Frans Ram           | Paasduinweg                                                   | Buren  | brons          | Frans Ram,1990         |
| 1991      | De Dijkwachters       | Frans Ram           | Reeweg                                                        | Ballum | brons          | Frans Ram,1991         |
| 1994      | Hidde Dirks Kat       | Frans Ram           | Hidde Dirks Katstraat                                         | Hollum | brons          | Frans Ram,1994         |
| 1998      | Paarden               | Frans Ram           | Jelmeraweg                                                    | Ballum | brons          | Frans Ram,1998         |
| 2008      | Boegbeeld             | Gert Sennema        | plantsoen aan de Johan Wilhelm Burgerstraat / Plantsoenstraat | Hollum | iepenhout      | Gert Sennema, 2008     |
| 2021      | Waker en Wachter      | Astrid Nobel        | De Klonjes, Hollum                                            | Hollum | brons,glas     | Astrid Nobel, 2021     |
| 2022      | Vogel                 | Marco Käller        | Kooiweg, 't Nijlan                                            | Buren  | cortenstaal    |                        |
| ?         | Spaanse ruiter        | Jaap van Meeuwen    | Reeweg                                                        | Nes    | hoefijzers     | Jaap van Meeuwen       |

Achtkarspelen ·
Ameland ·
Dantumadeel ·
De Friese Meren ·
Harlingen ·
Heerenveen ·
Leeuwarden ·
Noardeast-Fryslân ·
Ooststellingwerf ·
Opsterland ·
Schiermonnikoog ·
Súdwest-Fryslân ·
Smallingerland ·
Terschelling ·
Tietjerksteradeel ·
Vlieland ·
Waadhoeke ·
Weststellingwerf